# 機械加工技能士
機械加工技能士（きかいかこうぎのうし）とは、国家資格である技能検定制度の一種で、都道府県職業能力開発協会（問題作成等は中央職業能力開発協会）が実施する、機械加工に関する学科及び実技試験に合格した者をいう。

## 概要
機械加工技能士とは金属の工作物の切削、研削などで所要の形状に作り上げる技能に関連した称号で、名称独占資格である。
検定試験は、工作機械等の種類によって区分されている。
機械加工技能士は、職業訓練指導員 (機械科)の実技試験免除資格になっている。

## 受検資格
定期試験
- 特級：1級合格後、実務経験5年以上
- 1級：実務経験7年以上
- 2級：実務経験2年以上
- 3級：実務経験6ヶ月以上

随時試験
- 随時2級：技能実習3号の技能実習生
- 随時3級：技能実習2号の技能実習生
- 基礎級：技能実習1号の技能実習生

※職業訓練歴や学歴により実務年数は異なる。

## 試験内容

### 学科試験

#### 試験形式
- 特級：五肢択一方式(50問、試験時間＝2時間)
- 1級：真偽法及び四肢択一法(50問、試験時間＝1時間40分)
- 2級：真偽法及び四肢択一法(50問、試験時間＝1時間40分)
- 3級：真偽法、問題数(30題、試験時間＝1時間)

### 実技試験
特級は工程管理、作業管理、品質管理、原価管理、安全衛生管理、作業指導及び設備管理についてペーパーテストを行う。試験時間＝3時間
1級～3級は作業科目ごとに行われる。

#### 普通旋盤作業
- 1級：普通旋盤(センタ間の最大距離が500～1500mmのもの)を使用しφ60×150程度のS45Cの材料1個及びφ65×80(φ20の穴のあいたもの)程度のS45Cの材料1個に、内外径削り、テーパ削り、ねじ切り、ローレット加工、偏心削り等の切削加工を行い、はめ合わせのできる部品を3個製作する。試験時間＝3時間30分　打ち切り時間＝4時間
- 2級：普通旋盤(センタ間の最大距離が500～1500mmのもの)を使用しφ60×150程度のS45Cの材料1個及びφ60×57(φ25の穴のあいたもの)程度のS45Cの材料1個に、内外径削り、テーパ削り、ねじ切り、偏心削り等の切削加工を行い、はめ合わせのできる部品を2個製作する。試験時間＝3時間　打ち切り時間＝3時間30分
- 3級：普通旋盤(センタ間の最大距離が500～1500mmのもの)を使用し、φ60×115程度のS45Cの材料1個及びφ60×55(φ25の穴のあいたもの)程度のS45Cの材料1個に、内外径削り及びテーパ削り等の切削加工を行い、はめ合わせのできる部品を2個製作する。試験時間＝2時間　打ち切り時間＝2時間30分

#### タレット旋盤作業
- 1級
- 2級

#### 立旋盤作業
- 1級
- 2級

#### フライス盤作業
- 1級：立フライス盤(No.1～No.3程度)を使用し、SS400の材料(45×75×80、2個)をエンドミル(2枚刃、多刃)及び正面フライスにて切削加工(R削り、ありみぞ削りを含む)して直みぞ部、こう配部及びありみぞ部をそれぞれはめ合わすことができる部品を製作する。試験時間＝4時間
- 2級：立フライス盤(No.1～No.3程度)を使用し、SS400の材料(35×65×75、45×55×75、各1個)をエンドミル(2枚刃、多刃)及び正面フライスにて切削加工(R削りを含む)して、直みぞ部及びこう配部をそれぞれはめ合わすことができる部品を製作する。試験時間＝3時間30分

#### 形削り盤作業
- 1級
- 2級

#### 立削り盤作業
- 1級
- 2級

#### 平削り盤作業
- 1級
- 2級

#### ブローチ盤作業
- 1級
- 2級

#### ボール盤作業
- 1級：ラジアルボール盤(直立ボール盤の場合は、振り600mm以上のもの)を使用し、φ80×15程度のS45C相当の材料2個(オス用及びメス用)に穴あけ加工(座ぐりを含む)を行い、はめ合わせのできる部品を製作する。試験時間＝3時間
- 2級：ラジアルボール盤(直立ボール盤の場合は、振り600mm以上のもの)を使用し、φ30×125程度のS45C相当の材料1個に穴あけ加工(座ぐりを含む)を行う。試験時間＝3時間

#### 横中ぐり盤作業
- 1級：横中ぐり盤を使用し、FC250の材料(350×180×160程度のもの)を切削加工(中ぐり、フライス削り、穴あけ及びリーマ通し)して、座ぐり箇所を含むギヤケースを製作する。試験時間＝4時間15分
- 2級：横中ぐり盤を使用し、FC250の材料(350×180×160程度のもの)を切削加工(中ぐり、フライス削り、穴あけ及びリーマ通し)して、ギヤケースを製作する。試験時間＝3時間30分

#### ジグ中ぐり盤作業
- 1級：ジグ中ぐり盤(立形、3番程度以上)を使用し、基準面研削済みのS45Cの材料(140×50×70程度の直方体の1面を斜めに切削したもの)2個を切削加工(中ぐり、座ぐり及びリーマ通し)して、2個の部品を製作し、組み合わせる。試験時間＝4時間15分
- 2級：ジグ中ぐり盤(立形、3番程度以上)を使用し、基準面研削済みのS45Cの材料(140×50×70程度)2個を切削加工(中ぐり、座ぐり及びリーマ通し)して、2個の部品を製作し、組み合わせる。試験時間＝4時間

#### 平面研削盤作業
- 1級：平面研削盤(横軸角テーブル形、テーブル移動左右300mm以上、前後150mm以上、両逃げ形といし又は1号平形といしの直径150mm～255mm)を使用し、S45Cの材料(オス、メス各1個)を研削加工して、直溝部、こう配部、R部等をそれぞれはめ合わすことができる部品を製作する。試験時間＝4時間
- 2級：平面研削盤(横軸角テーブル形、テーブル移動左右300mm以上、前後150mm以上、両逃げ形といし又は1号平形といしの直径150mm～255mm)を使用し、S45Cの材料(オス、メス各1個)を研削加工して、直溝部、こう配部等をそれぞれはめ合わすことができる部品を製作する。試験時間＝3時間
- 3級：平面研削盤(横軸角テーブル形、テーブル移動左右300mm以上、前後150mm以上、1号平形といしの直径150～255mm)を使用し、S45Cの材料(オス、メス各1個)を研削加工して、それぞれはめ合わすことができる部品を製作する。試験時間＝2時間30分

#### 円筒研削盤作業
- 1級：万能研削盤(φ55×300mm以上の工作物の研削能力を有するもの。旋回主軸台付き円筒研削盤と内面研削盤との組合せでもよい。)を使用して、テーパ付きアーバ及びスリーブの外周研削、端面研削及び内面研削を行う。試験時間＝5時間
- 2級：円筒研削盤(φ55×300mm以上の工作物の研削能力を有するもの。)を使用して、テーパ付きアーバの外周研削及び端面研削を行う。試験時間＝3時間30分

#### 心無し研削盤作業
- 1級：心無し研削盤(研削といし厚さ150mm以上)を使用し、SCM435～445及びS45Cの焼入れ、焼戻し材料[φ35×150、φ6×180(研削すべき長さ137)、硬さ45HRC以上]の研削加工を通し送り研削及び送り込み研削で行う。試験時間＝3時間30分
- 2級：心無し研削盤(研削といし厚さ150mm以上)を使用し、SCM435～445の焼入れ、焼戻し材料[φ35×150、φ30×20×φ20(穴)、硬さ45HRC以上]の研削加工を通し送り研削で行う。試験時間＝3時間

#### ホブ盤作業
- 1級：ホブ盤(テーブルの直径800mm以下)を使用し、S45Cの材料(研削済み)を切削加工して、はすば歯車5個を別々に製作する。ただし、モジュールは、3又は1.5とする。試験時間＝3時間30分（モジュール3の場合）、4時間15分（モジュール1.5の場合）
- 2級：ホブ盤(テーブルの直径800mm以下)を使用し、S45Cの材料(研削済み)を切削加工して、はすば歯車2個を別々に製作する。ただし、モジュールは、3又は1.5とする。試験時間＝2時間15分（モジュール3の場合）、3時間（モジュール1.5の場合）

#### 歯車形削り盤作業
- 1級：歯車形削り盤を使用して、φ80×20の円周に帯状に溝入れしてあるS45の材料を一方向から切削した後、反転して他方を切削加工することにより、平歯車3個を製作する。試験時間＝4時間
- 2級：歯車形削り盤を使用して、φ80×20のS45Cの材料を切削加工することにより、平歯車3個を製作する。試験時間＝2時間30分

#### かさ歯車歯切り盤作業
- 1級：まがりばかさ歯車創成歯切り盤により、S45Cの材料を使用して、まがりばかさ歯車をマスタギヤに合わせて3個製作する。試験時間＝3時間30分
- 2級：まがりばかさ歯車創成歯切り盤により、S45Cの材料を使用して、まがりばかさ歯車をマスタギヤに合わせて3個製作する。試験時間＝3時間30分

#### ラップ盤作業
- 1級
- 2級

#### ホーニング盤作業
- 1級
- 2級

#### 数値制御旋盤作業
- 1級
  - 作業試験：NC旋盤を使用し、φ100×φ35(穴)×70程度のS45C～S53C相当の材料1個及びφ75×φ25(穴)×65程度のS45C～S53C相当の材料1個に、プログラムの作成・NCテープの作成又は記憶編集機器内への入力・テープ運転又はメモリ運転によるプログラムの確認・切削加工の作業手順で、内外径削り、内外径面取り、外内テーパ削り、外内R削り、内外径溝削り、内外端面削り、ねじ切り等の加工を行い、テーパ部及びねじ部で組み付けられる部品を製作する。試験時間＝5時間45分
  - ペーパーテスト：工程立案、ワークの取付け方法の決定、工具の選定、工具経路、プログラミング、試し削り等について行う。試験時間＝1時間30分
- 2級
  - 作業試験：NC旋盤を使用し、φ90×φ35(穴)×55程度のS45C～S53C相当の材料1個及びφ65×φ25(穴)×50程度のS45C～S53C相当の材料1個に、プログラムの作成・NCテープの作成又は記憶編集機器内への入力・テープ運転又はメモリ運転によるプログラムの確認・切削加工の作業手順で、内外径削り、内外径面取り、外内テーパ削り、外内R削り、内外径溝削り、内外端面削り、ねじ切り等の加工を行い、テーパ部及びねじ部で組み付けられる部品を製作する。試験時間＝5時間45分
  - ペーパーテスト：工程立案、ワークの取付け方法の決定、工具の選定、工具経路、プログラミング、試し削り等について行う。試験時間＝1時間30分
- 3級：NC旋盤を使用し、φ90×φ35(穴)×55程度のS45C～S53C相当の材料1個に、プログラムの作成→NCテープの作成又は記憶編集機器内への入力→テープ運転又はメモリ運転によるプログラムの確認→切削加工の作業手順で、内外径削り、内外径面取り、外径R削り、内外端面削り等の加工を行い、部品を製作する。試験時間＝3時間

#### 数値制御フライス盤作業
- 1級
  - 作業試験：NCフライス盤を使用し、φ144×53(前加工されたもの)のFC150～250(旧記号FC15～25)の材料2個に、プログラムの作成・NCテープの作成又は記憶編集機器内への入力・テープ運転又はメモリ運転によるプログラムの確認・切削加工の作業手順で、平面加工、側面加工、溝加工、穴加工、こう配加工等を行い、二種類の組合せられる部品を製作する。なお、加工については、すべてプログラムで行うこと。試験時間＝5時間45分
  - ペーパーテスト：工程立案、ワークの取付け方法の決定、工具の選定、工具経路、プログラミング、試し削り等について行う。試験時間＝1時間30分
- 2級
  - 作業試験：NCフライス盤を使用し、φ144×53(前加工されたもの)のFC150～250(旧記号FC15～25)の材料2個に、プログラムの作成・NCテープの作成又は記憶編集機器内への入力・テープ運転又はメモリ運転によるプログラムの確認・切削加工の作業手順で、平面加工、側面加工、溝加工、穴加工、こう配加工等を行い、二種類の組合せられる部品を製作する。なお、加工については、すべてプログラムで行うこと。試験時間＝5時間45分
  - ペーパーテスト：工程立案、ワークの取付け方法の決定、工具の選定、工具経路、プログラミング、試し削り等について行う。試験時間＝1時間30分

#### 数値制御ボール盤作業
- 1級
  - 作業試験：NCボール盤を使用し、部品(a)用段付丸棒(φ80×15)×(φ30×40)のS20Cの材料1個及び部品(b)用丸棒φ80×40のS45Cの材料1個に、プログラムの作成・NCテープの作成又は記憶編集機器内への入力・テープ運転又はメモリ運転によるプログラムの確認・切削加工の作業手順で、穴あけ加工、ボーリング加工、タップ加工等を行い、組合せられる部品(a)及び部品(b)を製作する。試験時間＝5時間15分
  - ペーパーテスト：工程立案、ワークの取付け方法の決定、工具の選択、工具経路、プログラミング、試し削り等について行う。試験時間＝1時間30分
- 2級
  - 作業試験：NCボール盤を使用し、部品(a)用段付丸棒(φ80×15)×(φ30×40)のS20Cの材料1個及び部品(b)用丸棒φ80×40のS45Cの材料1個に、プログラムの作成・NCテープの作成又は記憶編集機器内への入力・テープ運転又はメモリ運転によるプログラムの確認・切削加工の作業手順で、穴あけ加工、ボーリング加工、タップ加工等を行い、組合せられる部品(a)及び部品(b)を製作する。試験時間＝5時間15分
  - ペーパーテスト：工程立案、ワークの取付け方法の決定、工具の選定、工具経路、プログラミング、試し削り等について行う。試験時間＝1時間30分

#### マシニングセンタ作業
- 1級　
  - 要素試験：取付け工具の選定、仕上げ面に対応する仕上工具の選定、切削条件及び表面粗さの判定、表面粗さ及び刃具の判定、加工工具の選定、加工物の測定、プログラムの誤り箇所の判定及びマシニングセンタにおけるインデックステーブルの回転中心の心出しについて行う。試験時間＝45分
  - ペーパーテスト：複雑な部品のプログラミングにおける加工順序の決定、工具通路図の作成、切削条件の決定、ツーリング図の作成、作業時間の見積り、マシニングセンタの各種の支障の調整等について行う。試験時間＝1時間30分
- 2級
  - 要素試験：取付け工具の選定、仕上げ面に対応する仕上工具の選定、切削条件及び表面粗さの判定、加工物の測定、プログラムの誤り箇所の判定及びマシニングセンタにおけるインデックステーブルの回転中心の心出しについて行う。試験時間＝35分
  - ペーパーテスト：部品のプログラミングにおける加工順序の決定、工具通路図の作成、切削条件の決定、ツーリング図の作成、マシニングセンタの簡単な支障の調整等について行う。試験時間＝1時間30分
- 3級：簡単な部品のプログラミング作業及び擬似工具によるマシニングセンタ加工(加工段取り等)を、立形又は横形マシニングセンタを使用して行う。試験時間＝1時間20分

#### 精密器具製作作業
- 1級：旋盤、フライス盤、平面研削盤等の工作機械及び各種手工具を使用し、部品の所定の加工、組立て及び調整を行い、要求された機能を満足させる精密器具(センタ台)を製作する。試験時間＝5時間30分
- 2級：旋盤、フライス盤、平面研削盤等の工作機械及び各種手工具を使用し、部品の所定の加工、組立て及び調整を行って、要求された機能を満足させる精密器具(ダイヤルゲージスタンド)を製作する。試験時間＝5時間

#### けがき作業
- 1級
- 2級

#### 工業彫刻作業
- 1級：平面彫刻機を使用して、金属材料(S50C)に課題図に示された英文文字の彫刻及び、透明アクリル板に課題図(カム線図及びカム曲線)に示されたグラフィックパネルの彫刻。試験時間＝2時間30分
- 2級：平面彫刻機を使用して、金属材料(S50C)に課題図に示された英文字等の彫刻及び、平面彫刻機を使用して、透明アクリル板に示された部品の彫刻。試験時間＝4時間30分

※工業彫刻作業は2008年2月29日に、工業彫刻技能検定から機械加工技能検定の作業科目に統合された。

## 取得後の称号
技能検定に合格すると等級に応じて「技能士」の称号が付与される。名刺などに資格名を表記する場合は「特級機械加工技能士」、「1級機械加工技能士」、「2級機械加工技能士」、「3級機械加工技能士」のように等級を明示する必要がある。等級の非表示、等級表示位置の誤り、職種名の省略表示などは不可である。
なお職業能力開発促進法により、合格していない者が機械加工技能士と称することは禁じられている。